# Bombardement op Zuid-Vietnamees onafhankelijkheidspaleis
Het bombardement op het Zuid-Vietnamese Onafhankelijkheidspaleis in 1962 in Saigon was een luchtaanval op 27 februari 1962 door twee dissidente piloten van de Vietnamese luchtmacht, tweede luitenant Nguyễn Văn Cử en eerste luitenant Phạm Phú Quốc. De piloten vielen het paleis, de officiële residentie van de president van Zuid-Vietnam Ngô Đình Diệm, aan met het doel hem en zijn naaste familie, die als zijn politiek adviseurs optraden, om te brengen.
De piloten zeiden later dat ze de aanslag pleegden als reactie op het autocratisch optreden van Diệm, waarbij hij meer gefocust was op aan de macht blijven dan op het weerstand bieden tegen de marxistisch-leninistische Vietcong, die de Zuid-Vietnamese regering omver dreigde te werpen. Cử en Quốc hoopten dat de luchtaanval Diệms kwetsbaarheid zou aantonen en een algemene opstand zou veroorzaken maar dat gebeurde niet.
Een van de bommen kwam terecht in een kamer van de westelijke vleugel waar Diệm zat te lezen maar ontplofte niet. Hij beweerde zelf goddelijke bescherming te genieten. Slechts zijn schoonzuster raakte licht gewond, de rest van de familie mankeerde niets. Drie personeelsleden kwamen om, dertig raakten gewond. Cử ontsnapte naar Cambodja, Quốc werd gearresteerd en gevangengezet.
Na de luchtaanval werd Diêm de Amerikaanse aanwezigheid in Zuid-Vietnam vijandig gezind. Hij dacht dat de Amerikaanse media probeerden hem onderuit te halen en hij beperkte de persvrijheid en politieke samenwerking. De media speculeerden dat de Verenigde Staten het incident zouden gebruiken om het inzetten van troepen in Zuid-Vietnam te rechtvaardigen in geval dat de VS verdacht zouden blijven. Intern leek het incident een toename van tegenwerking tegen Diệm door zijn officieren te veroorzaken.

## Planning

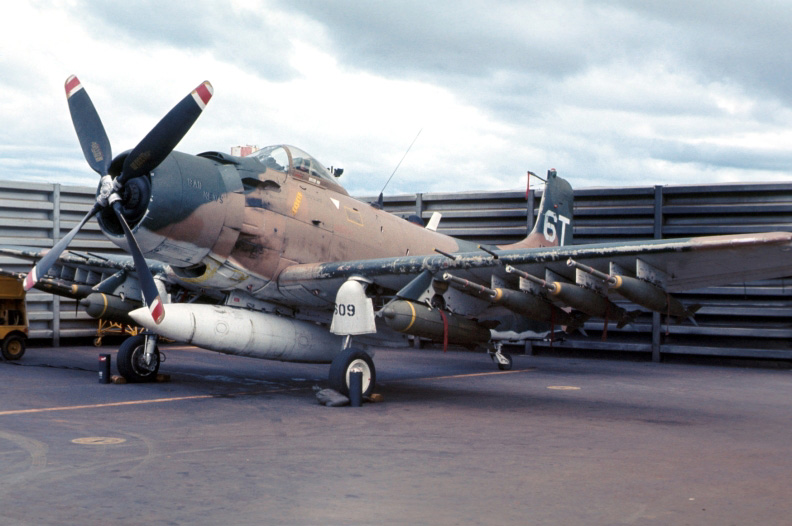
Een gelijksoortige A-1 Skyraider

Cử was de zoon van Nguyễn Văn Lực, een leider van de VNQDD (Vietnamese Nationalistische Partij), en tegenstander van het Diệm-regime. In 1960 was Lực door Diêm voor een maand gevangengezet wegens deelname aan "antioverheidsactiviteiten". De VNQDD stelde het plan op dat Cử en Quốc, een andere piloot van hetzelfde squadron, op 27 februari het paleis zouden aanvallen. Quốc was recentelijk door Diệm geprezen voor zijn prestaties in gevechtssituaties en geëerd als een van de beste piloten van de Vietnamese luchtmacht. Quốc had familieleden die betrokken waren bij de VNQDD. Cử haalde Quốc over mee te doen door erop te wijzen dat het Vietnamese leger en de VS op de hoogte waren van het plan; als bewijs toonde hij een artikel in Newsweek waarin kritiek op Diệm werd geuit.
Quốc had meer ondergeschikten maar was niet zeker van hun loyaliteit. Hij deed niet zijn best hen voor de aanval te rekruteren. Jaren later gaf Cử als reden voor de aanval Diệms behandeling van oppositiepartijen. Hij geloofde dat Diệm voorrang had gegeven aan het aan de macht blijven boven het bestrijden van de Vietcong en dat gedurende zes jaar hem promotie was onthouden vanwege Diệms obsessie met het dwarszitten van politieke tegenstanders. Cử bekritiseerde de Amerikanen omdat ze Diệm hadden gesteld. "De Amerikanen hadden de deur dichtgeslagen voor degenen onder ons die echt tegen de communisten wilden vechten", aldus Cử.

## De aanval
Quốc en Cử, die in Frankrijk en de VS getraind waren, kregen orders om van Saigon naar de Mekongdelta te vliegen voor een missie vroeg in de ochtend tegen de Vietcong. De communisten waren bezig met aanvallen op het Zuid-Vietnamese leger 60 km ten zuiden van de hoofdstad en hadden veel schade toegebracht. In plaats van naar het zuiden te vliegen verlegden ze de koers naar het presidentiële paleis. Als gevolg hiervan konden twee compagnieën van de Vietcong zich terugtrekken zonder last te hebben van tegenaanvallen.
Rond 07.00 uur vlogen Quốc en Cử – in hun A-1 Skyraiders van Amerikaanse makelij, een eenpersoonspropellervliegtuig – laag over hun doel om het paleis te observeren. Bij de tweede ronde lieten ze bommen en napalm vallen waarna ze raketten afvuurden en de presidentiële compound mitrailleerden. Ze bleven gedurende 30 minuten herhaaldelijk overvliegen voordat eenheden die aan de president loyaal waren arriveerden en de tegenaanval inzetten.
Gebruikmakend van lage bewolking cirkelden de twee piloten op een hoogte van 150 meter boven het paleis, en kwamen telkens uit de wolken voor een nieuwe aanval. De luchtaanval kwam voor het garnizoen van Saigon volkomen onverwacht, ze waren in de verwarring niet in staat te bepalen of de vliegtuigen alleen handelden of samen met troepen op de grond. Tanks en pantserwagens namen posities in en luchtdoelgeschut opende het vuur, raakten daarbij bijna een vliegtuig van de Bien Hoa Air Base dat achter de twee aanvallers aanging. Twee tanks en een aantal jeeps met machinegeweren patrouilleerden uit voorzorg door de straten.

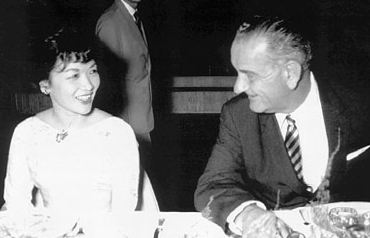
Bij de aanval raakte "first lady" Madame Nhu (naast Lyndon Johnson) lichtgewond; ze viel toen ze naar de schuilkelder rende.

De eerste bom van 500 pond kwam in een kamer van de westelijke vleugel terecht waar Diệm een biografie van George Washington zat te lezen. De bom ontplofte niet, wat Diệm tijd gaf naar een kelder in de oostelijke vleugel te gaan. Zijn oudere broer, aartsbisschop Pierre Martin Ngô Đình Thục, jongere broer Ngô Đình Nhu, diens vrouw Madame Nhu met hun kinderen voegden zich erbij. Madame Nhu liep daarbij een gebroken arm op bij een valpartij.
Elders in het paleis werden drie bedienden en bewakers gedood en ongeveer 30 personeelsleden raakten gewond. Buiten het paleisterrein overleed een Amerikaanse aannemer toen hij van een dak viel terwijl hij het bombardement bekeek. Ondanks de verwarring gingen de meeste inwoners van de stad door met hun dagelijkse bezigheden. De aanval duurde 30 minuten en hoewel ze genoeg bommen hadden om het paleis te verwoesten hebben de piloten niet alle munitie gebruikt.
Het vliegtuig van Quốc raakte beschadigd door een beschieting vanaf een mijnenveger zodat hij boven de rivier de Saigon het toestel moest verlaten. Bij het neerkomen in Nha Be, een buitenwijk van Saigon, liep hij wat lichte verwondingen op. Hij werd gearresteerd door een patrouille mariniers die in de buurt was. Voordat hij werd meegenomen voor ondervraging zou hij gevraagd hebben of hij "dat vunzig persoon had gedood". De andere piloot Cử dacht dat de aanval een succes was en slaagde erin naar Cambodja te vluchten.

## Afloop
In een korte radioboodschap nadat de rust was hersteld, deed Diệm de aanval af als een "op zichzelf staande actie" en schreef de mislukking ervan toe aan zijn "goddelijke" bescherming. Hij bezocht zijn gewonde personeel en soldaten en beloofde aan de collega's van de twee piloten dat hij hen niet verantwoordelijk zou houden voor het bombardement.
De Amerikaanse president John F. Kennedy stuurde meteen een bericht waarin hij de aanval veroordeelde als een destructieve en gewelddadige actie en verklaarde opgelucht te zijn dat Diệm veilig en ongedeerd was. De ambassadeur van de VS verklaarde dat de aanval het resultaat was van "twee op zichzelf staande gevallen" en was van mening dat het incident geen brede ontevredenheid met het regime weerspiegelde.
Het uitblijven van een reactie van de Vietcong deed de ambassadeur het bombardement afdoen als een kleinschalige, anticommunistische aanslag. De Nationale Vergadering, Diệms showparlement, beklemtoonde dat de president drastische maatregelen moest nemen tegen onverantwoordelijke elementen. Generaal Minh, zijn militaire adviseur, schreef de aanslag toe aan ontevreden piloten, en merkte op dat geen vijandige troepenbewegingen hadden plaatsgevonden.
Diệm liet bekendmaken dat tegen het paleis geen napalm was gebruikt en dat de situatie "volledig onder controle" was.
De VNAF reageerde op de actie van de twee piloten met het zenden van een verklaring aan Diệm, waarin stond dat de aanval "beslist een geïsoleerde en domme" gebeurtenis was die "het prestige van de luchtmacht had beschadigd" en die in het voordeel was van de communisten. De National Revolutionary Movement, een spreekbuis van de Ngô familie, vroeg om de doodstraf voor de piloten en om "strikte maatregelen om discipline van militaire zijde te verzekeren".
Na de aanval gaf Diệm bevel dat alle vliegtuigen van de VNAF aan de grond moesten blijven, terwijl zijn veiligheidsofficieren een onderzoek deden onder piloten naar mogelijke tendensen tegen het huidige regime. Op de startbaan van de Bien Hoa Air Base werden tanks geplaatst. Zonder steun van gevechtsvliegtuigen vond de VS het te riskant voor Amerikaanse helikopters om in de jungle tegen communisten te opereren.
Op 2 maart, drie dagen na de aanval, gaf Diệm de luchtmacht toestemming de gevechtshandelingen te hervatten. Geconcludeerd werd dat het sentiment van Cử en Quốc niet representatief was voor de luchtmacht. Gedurende enkele dagen was het gebied rond het paleis afgegrendeld en op belangrijke plekken in de hoofdstad stonden tanks.
Quốc werd gevangengezet, Cử bleef in ballingschap in Cambodja en werkte daar als taaldocent. Diệm vroeg om uitlevering maar dat werd afgewezen.  De verhouding tussen de Cambodjaanse prins Norodom Sihanouk en Diệm was nogal vijandig, in het verleden had de familie Ngô geprobeerd zich van hem te ontdoen door het financieren van couppogingen. In 1959 probeerde Nhu hem om te brengen door het sturen van een pakketje met een bom. Als gevolg hiervan gaf Sihanouk steeds asiel aan vluchtelingen die geprobeerd hadden Diệm aan de kant te schuiven of te doden.
Intussen ging de politie op zoek naar de vader van Cử, die na de aanslag was ondergedoken. Na de arrestatie en het ombrengen van Ngo Dinh Diệm in november 1963 werd Quốc vrijgelaten en keerde Cử terug uit Cambodja. Ze gingen weer in dienst bij de luchtmacht. Quốc klom in anderhalf jaar op tot de rang van luitenant-kolonel voordat hij op 20 april 1965 in een luchtactie boven Noord-Vietnam werd gedood.

### Reactie van Diệm

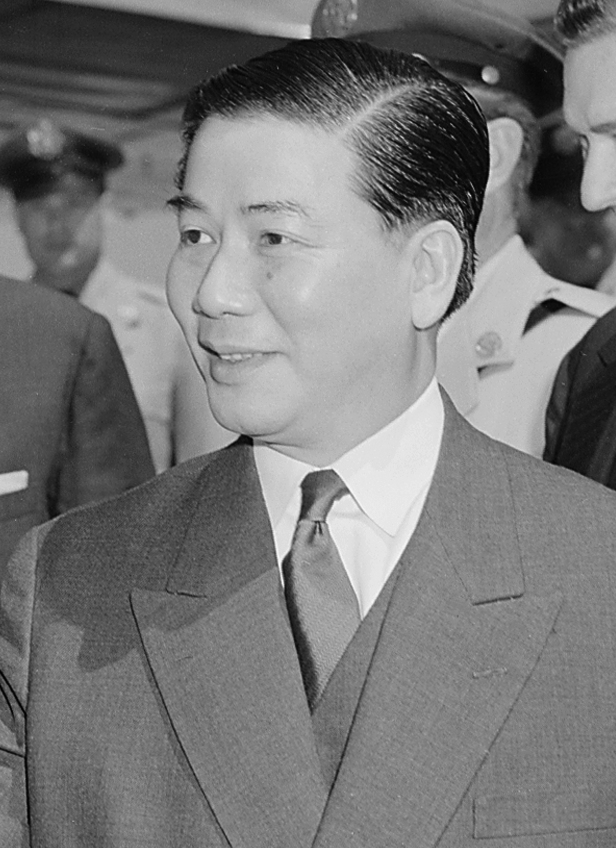
Ngô Đình Diệm

Bij de eerste ontmoeting van de Amerikaanse ambassadeur Nolting met Diệm na de aanslag, verklaarde de president glashard dat de media verantwoordelijk waren voor het bombardement. Hij wees op het artikel in Newsweek en andere "denigrerende artikelen in de pers", en gebruikte ze om zijn bewering te rechtvaardigen dat de Amerikanen de revolutie steunden. Diệm verklaarde dat terwijl sommige journalisten de aanval voorstelden als een wake-up call, hij het zelf als een waarschuwing aan hen zag; een indicatie van het gevaar dat ze onverantwoordelijk bezig waren wanorde te voeden.
In een latere ontmoeting met generaal Paul D. Harkins, hoofd van de Amerikaanse troepen in Zuid-Vietnam, grapte Diệm: "Ik had hem niet tot de luchtmacht moeten toelaten, want jaren geleden heb ik zijn vader gevangen gezet". Hij voorspelde verder dat hijzelf "ooit doodgeschoten zou worden". (Dat zou gebeuren in de coup van november 1963) Diệm reageerde op de aanslag door het politieke tegenstanders moeilijker te maken en de pers strikter te controleren.

### Reactie van de Verenigde Staten
De aanval leidde tot speculaties dat de VS zou reageren met het inzetten van gevechtstroepen in Zuid-Vietnam. Tot dan waren er officieel alleen militaire adviseurs aanwezig. In antwoord op geuite zorgen in de media over de stabiliteit van de regering-Diệm ontkende de Amerikaanse minister Dean Rusk dat de VS plannen had om militair sterker betrokken te raken. Tevens sloot hij onderhandelingen met de Vietcong uit omdat de wortel van het probleem volgens hem de communistische schending van de akkoorden van de Geneefse Conferentie van 1954 waren.
De ambassadeur van de VS in India, John Kenneth Galbraith, lobbyde bij Kennedy tegen het inzetten van gevechtstroepen omdat dit tot voortdurende Zuid-Vietnamese verzoeken om meer troepen zou leiden. Galbraith dacht verder dat het verspillen van Amerikaanse middelen in de jungle van Vietnam de Sovjet-Unie in de kaart zou spelen. Volgens een Amerikaanse waarnemer leidde het paleisbombardement tot "grootschaliger weerstand tegen Diệm". Galbraith stelde dat "als de man aan de top omlaag glijdt is elk alternatief beter" en overwoog dat een verandering in Zuid-Vietnamees leiderschap verbetering zou brengen.